# いいずな書店
株式会社いいずな書店（いいずなしょてん、英語: Iizuna Shoten Co.,LTD.）とは、英語・国語の高校生向けの副教材の発行を中心とした出版社である。東京都台東区台東に所在し、社名の「いいずな」は長野県の飯縄山から採っている。

## 沿革
- 2008年 - 桐原書店を退社した元社長・元専務執行役員・元常務執行役員らが、元オーナーとともにいいずな書店を設立。桐原書店社員30人が合流した[1]。

## 主な出版物

### 英語副教材
- 全演習シリーズ
- beシリーズ
- Change the Worldシリーズ
- 英語総合問題集 Wonderlandシリーズ
- 英語速読演習 Mileage Readerシリーズ
- English Generatorシリーズ
- CCRシリーズ
- MMRシリーズ
- ListeningStudioシリーズ
- 英文法・語法 Vintage
- NEO現代を見る
- 総合英語 Evergreen（旧：総合英語 Forest）

### 国語副教材
- プログレスシリーズ

## 『いいずなモバ･テス』
「モバ・テス」とは携帯電話から各教科、各種資格試験の教材に準拠した問題を送信するな学習システムであり、関連会社である株式会社いいずなデジタルソリューションズより提供されている。
対応教材と内容
- 「語い・文法EG800」…英単語・文法問題（中学単語確認）
- 「英単語・熟語EG3000」…英単語・熟語問題（センター試験・中堅私立大入試対応）
- 「英単語・熟語EG4500」… 英単語・熟語問題（国立大2次・難関私立大入試対応）
- 「総合英語be」…英文法問題（例文から文法をマスター）
- 「漢字TOP2000」…大学入試漢字問題（漢字･熟語･慣用句他）
- 「現代文単語」…大学入試現代文単語（評論・小説・小論文テーマ別）
- 「古文単語330」…大学入試古文単語（例文による練習問題）